# Gaspar Rivas
Gaspar Alberto Rivas Sánchez (Los Andes, 17 de mayo de 1978) es un abogado y político chileno independiente. Desde marzo de 2022 ejerce como diputado de la República en representación del distrito n.º 6 de la Región de Valparaíso, por el período legislativo 2022-2026. 
Militó en Renovación Nacional (RN) entre 2005 y 2014, y entre 2010 y 2018 fue diputado por el antiguo distrito N.º 11 de la Región de Valparaíso. Entre 2018 y 2019, fue parte de la agrupación neofascista, neonazi y de tercera posición, Movimiento Social Patriota (MSP), la cual presidió desde el 18 de mayo hasta el 18 de octubre de 2019. Entre 2021 y 2024 militó en el Partido de la Gente, representando a dicho grupo en la Cámara de Diputados entre el 11 de marzo de 2022 y la fecha de su expulsión definitiva en abril de 2024. Fue expulsado del partido en febrero de 2023 debido a una escena de gritos y golpes en el ex Congreso de Santiago, aunque esta sanción sería revocada por el Tribunal Supremo del partido, quedando solamente en una amonestación.

## Estudios y vida personal
Es hijo del abogado Gaspar Rivas Schulz y Virginia Sánchez Zañartu. Cursó su educación básica y media en el Instituto Chacabuco de su ciudad natal, perteneciente a la Congregación de los Hermanos Maristas. Luego estudió en la Facultad de Derecho de la Universidad de Chile, en donde se tituló de abogado en 2005.
Su tesis de licenciatura fue "La teoría económica de Lord John Maynard Keynes y su influencia práctica en los Estados Unidos de América, Alemania y Chile", en la que destacó especialmente los logros económicos de la Alemania nazi, afirmando que "el éxito de Alemania se debió simplemente a que aplicó las teorías keynesianas sin mácula alguna y con total eficiencia" (p. 123).
En 2014 hizo pública su relación sentimental con la ciclista ucraniana Elena Novikova, la cual conoció a través de la red social Facebook. Posteriormente, el diputado habría viajado a Kiev para conocer a la ciclista, luego de lo cual volvió con ella a Chile. Dicha relación finalmente no prosperó, volviendo la ciclista a su país de origen, asegurando Rivas que seguían siendo amigos.
En 2022 confirmó públicamente que padece trastorno obsesivo-compulsivo, producto del cual debe lavarse las manos unas cien veces al día. Además señaló que podría sufrir el síndrome de Tourette.Con ocasión de su intervención en la Cámara, durante la discusión de una reforma previsional, manifestó que padece de hemorroides.

## Carrera política
En las elecciones de 2005, fue candidato de Renovación Nacional (RN) a diputado por el distrito N.º 11, sin resultar electo.

#### Legislatura 2010-2014
En 2009 fue nuevamente candidato por el mismo distrito, pero esta vez sí resultó elegido. Durante el periodo legislativo 2010-2014, fue integrante de las comisiones permanentes de Zonas Extremas; de Educación, Deportes y Recreación; de Cultura y de las Artes; y de Ciencia y Tecnología. Formó parte del Comité parlamentario de Renovación Nacional.
En 2012, renunció a RN, debido a sus divergencias con la directiva presidida por Carlos Larraín. Sin embargo, retornó al partido a los pocos meses, y en junio de 2013 compitió en primarias parlamentarias organizadas por RN, obteniendo 15 724 votos (equivalentes al 50,84 %) y de esta forma siendo ratificado como candidato de RN para las elecciones parlamentarias de ese año.

#### Legislatura 2014-2018
En los comicios de noviembre de 2013, fue reelegido como diputado por el distrito n.º 11, para el periodo 2014-2018. Fue integrante de las comisiones permanentes de Minería y Energía; Cultura, Artes y Comunicaciones; y Recursos Hídricos y Desertificación. En agosto de 2014 renunció, nuevamente y de manera definitiva, a Renovación Nacional. En dicha oportunidad, criticó al partido por ser conservador, manifestándose a favor del aborto, la legalización de la marihuana y el matrimonio homosexual, calificándose como de centro político.
En 2016, se manifestó activamente contra la Constitución de 1980, y a favor de una nueva constitución, formando parte de la bancada por la Asamblea Constituyente.
Si bien se mantuvo formalmente como independiente, durante 2015 y 2016 colaboró activamente con el partido Poder Ciudadano, otorgando respaldo a dicho grupo en la Cámara de Diputados. A su vez, Poder Ciudadano le prestó su apoyo en diversas áreas programáticas  presentando conjuntamente una querella en el caso de colusión de papel higiénico.
El 22 de julio de 2016, tras una querella por injurias graves impuesta por Andrónico Lukšić, Rivas fue desaforado por la Corte de Apelaciones de Santiago, y el 28 de diciembre del mismo año, se dictó una condena de 180 días de presidio menor en su grado mínimo.
En las elecciones parlamentarias de 2017, postuló como independiente por un escaño en el Senado por la 6.ª Circunscripción (Región de Valparaíso), reuniendo más de 6.000 firmas, el doble del mínimo requerido.Finalmente no resultó elegido.

#### Movimiento Social Patriota
Luego de su salida de la Cámara de Diputados, participó en la redacción de la primera declaración de principios del movimiento neofascista, antiglobalista y conspiracionista «Chile Digno» en conjunto con Cristián Medina. Entre 2018 y 2019, participó de las actividades de la agrupación Movimiento Social Patriota, movimiento de ultraderecha y de corte neofascista-neonazi de tercera posición. Fue elegido presidente del movimiento en mayo de 2019. Finalmente, abandonó el movimiento tras el estallido social de octubre en Chile.

#### Partido de la Gente y Legislatura 2022-2026
A mediados de 2021 Rivas contacta de manera telefónica al candidato presidencial Franco Parisi para hablar de la posibilidad de competir en la lista parlamentaria del Partido de la Gente (PDG). Finalmente, en agosto de ese año, presentó su candidatura a la Cámara de Diputadas y Diputados por el distrito n.º 6 en representación del PDG. Resultó electo en las elecciones parlamentarias con 14.851 votos y asumió el cargo el 11 de marzo del 2022. 
El diputado integra las comisiones permanentes de Futuro, Ciencias, Tecnología, Conocimiento e Innovación; Cultura, Artes y Comunicaciones; y Personas Mayores y Discapacidad.
Rivas alcanzó la vicepresidencia de la Cámara de Diputadas y Diputados en abril de 2024, además ha repetido el lema tercerposicionista de «ni izquierda ni derecha», mismo que utilizó cuando presidió el neonazi Movimiento Social Patriota. Tras la llegada a la mesa directiva de Rivas, el Tribunal Supremo del PDG lo expulsa del partido por «infringir principios».

## Controversias

### Desafuero tras Injurias contra Andrónico Lukšić
En abril de 2016, durante una sesión de la Cámara de Diputados sobre el proyecto de ley antidelincuencia, Rivas se refirió al empresario Andrónico Lukšić Craig como «un delincuente» y «un hijo de puta». Lukšić respondió al parlamentario mediante un vídeo en YouTube, donde lo emplazó a entregar los antecedentes que tuviera en su contra a tribunales, y analizó la posibilidad de iniciar acciones legales por dichos insultos. Rivas no se retractó de sus dichos, por lo cual Lukšić se querelló por injurias graves contra el diputado en mayo de ese año, y en julio la Corte de Apelaciones de Santiago confirmó el desafuero de Rivas para enfrentar el juicio. El 19 de diciembre del mismo año, comenzó el juicio oral por la causa en el Centro de Justicia de Santiago, ocasión en que Lukšić fue increpado y agredido por manifestantes. El 28 de diciembre de ese año, se dictó sentencia, condenando a Rivas a 180 días de pena remitida, y el pago de una multa de 40 UTM, lo cual lo inhabilitó a ejercer su cargo parlamentario.

### Cartel por los 50 años
En un acto de conmemoración de los 50 años ocurridos desde el Golpe de Estado de 1973, Rivas se presentó con un cartel leyendo "Ni Allende ni Pinochet! ¡Córtenla de pelear y preocupense por Chile!" reafirmando su postura de tercera posición. Esto terminó con una sanción del 1% de su dieta parlamentaria, tras su controvertidos dichos.

### Insulto a parlamentarios del PDG
En noviembre de 2022, durante una sesión de la comisión de Personas Mayores insultó a los diputados Yovana Ahumada y Víctor Pino, entonces jefa y el subjefe de bancada del Partido de la Gente, afirmando que "Son un par de conchasumadres, sí, son un par de conchasumadres Ahumada y Pino”. Sus dichos se fundaban en la oposición del diputado a que se removiera a Carolina Marzán de la presidencia de la comisión de Personas Mayores. Debido a sus dichos fue expulsado del PDG por el Tribunal de la Región de Valparaíso, sin embargo el Tribunal Supremo de la colectividad revocó la sanción, la que se reemplazó por una amonestación escrita.

## Historial electoral
| Año  | Tipo                      | Territorio          | Pacto                   | Partido | Votos  | %     | Resultado            |
| ---- | ------------------------- | ------------------- | ----------------------- | ------- | ------ | ----- | -------------------- |
| 2005 | Parlamentarias a diputado | 11.º distrito       | Alianza                 | RN      | 10 730 | 10.22 | No electo            |
| 2009 | Parlamentarias a diputado | 11.º distrito       | Coalición por el Cambio | RN      | 21 634 | 20.22 | Diputado             |
| 2013 | Primarias parlamentarias  | 11.º distrito       | Alianza                 | RN      | 15 817 | 50.80 | Candidato a diputado |
| 2013 | Parlamentarias a diputado | 11.º distrito       | Alianza                 | RN      | 23 826 | 24.26 | Diputado             |
| 2017 | Parlamentarias a senador  | 6.ª circunscripción | Fuera de pacto          | Ind.    | 29 404 | 4.43  | No electo            |
| 2021 | Parlamentarias a diputado | 6.º distrito        | Partido de la Gente     | PDG     | 14 851 | 4.18  | Diputado             |